# Futebol do Distrito Federal (Brasil)
O Futebol do Distrito Federal, apesar da pequena expressividade do território do Distrito Federal, tem um relativo destaque em relação a outros estados do Brasil.

## História
Em meio à construção de Brasília, os funcionários da Novacap disputavam torneios amadores. O primeiro time foi o Clube de Regatas Guará, fundado em 1957 e que resolveu construir um estádio. Eventualmente cada companhia montava seus próprios times, como os rivais Rabello (Construtora Rabello) e Defelê (Departamento de Força e Luz - DFL). Logo fundaram a Liga Independente do Distrito Federal, o primeiro Campeonato Brasiliense de Futebol, contando com algumas regiões administrativas. Os torneios eram amadores e motivados pela rivalidade entre as empresas. As condições eram paupérrimas, a ponto da final de 1961 ser interrompida por uma tempestade de poeira improvisada que cegou os atletas. Mais tarde na década os times tentavam virar profissionais ou semiprofissionais, principalmente para disputar a Taça Brasil, o Campeonato Brasileiro da época. Porém muitos acabaram sendo extintos por falta de condições financeiras. Os times brasilienses sofriam com a indiferença, com os habitantes do Distrito Federal torcendo por equipes do Rio de Janeiro e São Paulo e não frequentando o torneio local.
Em 2024 o campeonato já possui 65 anos de existência, contando na disputa deste ano a presença de quatro campeões distritais: Gama, Brasiliense, Ceilândia e o Real Brasília.

## Primeira Divisão
Também conhecido como Candangão, a "divisão de elite" do Distrito Federal.

## Segunda divisão
O Campeonato Brasiliense de Futebol da Segunda Divisão é a divisão de acesso ao Campeonato Brasiliense de Futebol, o campeonato estadual do Distrito Federal. Foi disputado durante a fase amadora nos anos 60, e novamente desde 1997 já na era profissional do futebol local.

## Terceira divisão
O Campeonato Brasiliense de Futebol da Terceira Divisão foi a ultima divisão do Campeonato Brasiliense de Futebol. Foi realizado pela primeira vez em 2006, com apenas 4 equipes. Uma delas era o Brasília Futebol Clube, o segundo maior vencedor da primeira divisão. Após quatro edições, a competição foi extinta, passando o Distrito Federal a contar com apenas duas divisões oficiais.

## Feminino
O Campeonato Brasiliense de Futebol Feminino garante 1 vaga para o Brasileirão Feminino A2. Em 2020, o CRESSPOM, terceiro colocado, ficou com a vaga para a competição da segunda divisão nacional, uma vez que Real Brasília e Minas Brasília, campeã e vice do Candangão Feminino, já estavam classificadas para o Brasileirão Feminino A1.

## Títulos

### Federação de Futebol do Distrito Federal
Brasiliense, Gama, Brasília e Guará foram os clubes que conquistaram títulos de campeão em nível regional ou nacional.
| Nacionais | Nacionais                       | Nacionais | Nacionais  |
|           | Competição                      | Títulos   | Anos       |
| --------- | ------------------------------- | --------- | ---------- |
|           | Campeonato Brasileiro - Série B | 2         | 1998, 2004 |
|           | Campeonato Brasileiro - Série C | 1         | 2002       |
| Regionais |                                 |           |            |
|           | Competição                      | Títulos   | Anos       |
|           | Copa Verde                      | 2         | 2014, 2020 |
|           | Torneio Centro-Oeste            | 2         | 1981, 1984 |

## Clássicos

### Defelê x Rabello
Foi o primeiro grande clássico do Distrito Federal foi na era do amadorismo entre o Defelê (Departamento de Força e Luz) contra o Rabello (da empreiteira de mesmo nome) de empresas que ajudaram na construção de Brasília.

### Brasília x Gama
Era o principal clássico do campeonato brasiliense no século XX. A rivalidade se acentuou na década de 1990, quando o Gama passou por seu melhor momento no futebol brasiliense e conquistou seis títulos metropolitanos, se aproximando do Brasília, que já possuía oito títulos e era o maior vencedor. No início de 2000 o Gama conquistou outros três títulos e superou o clube colorado, tornando-se o maior vencedor do Campeonato Brasiliense. A rivalidade, a partir de meados da primeira década do século XXI, veio perdendo espaço para a rivalidade entre o Gama e o Brasiliense, devido à ascensão rápida do Brasiliense no futebol candango e a crise que se abateu sobre o Brasília até 2012. No entanto, o alviverde vive atualmente o pior momento da história do clube, sofrendo com problemas financeiros e, desde 2011, não se destaca no Campeonato Brasiliense.

### Ceilândia x Gama
A primeira vez que Gama e Ceilândia se enfrentaram foi no dia 6 de julho de 1980, no Bezerrão. Ainda comandado por Fantato, o Gama não teve dificuldades para vencer por 3 x 0. O Ceilândia nunca derrotou o Gama por um placar dilatado. O melhor resultado foi um 3 x 0, em 20 de abril de 1986. A maior goleada pelo lado gamense foi no Campeonato Brasiliense de 2020, em pleno Abadião, o Gama goleou por 6x0 pela primeira fase.

### Clássico das Satélites
Gama e Taguatinga Esporte Clube foram fundados no mesmo ano: 1975. Em 1º de julho de 1975, o Pioneira Futebol Clube efetivou a mudança de nome para Taguatinga Esporte Clube. Poucos meses depois, mais precisamente em 15 de novembro, foi a vez do Gama ser fundado. O Gama continua disputando o campeonato brasiliense até hoje. O Taguatinga Esporte Clube paralisou suas atividades em 1999 e, depois de uma fusão com o C. A. Taguatinga, do Núcleo Bandeirante, retornou em 2018, foi vice-campeão da Segunda Divisão local e garantiu vaga na Primeira em 2019. A primeira vez que Gama e Taguatinga Esporte Clube se enfrentaram foi no dia 1º de maio de 1976, no ainda existente Estádio Pelezão. Com um gol de Bira, aos 36 minutos, o Taguatinga Esporte Clube venceu a partida por 1x0. Jorge Aloise foi o árbitro do jogo, que teve renda de Cr$ 37.000,00. Maurício, do Taguatinga Esporte Clube, foi expulso de campo.

### Clássico Verde-Amarelo
No começo do século, o clube começou uma rivalidade contra o Brasiliense Futebol Clube. São os clubes do Distrito Federal que alcançaram as maiores conquistas a nível nacional para o DF, ambos conquistaram o Brasileirão da Série B, além disso são também os clubes de maior torcida entre os candangos. O clássico Verde-Amarelo, como é chamado, é o jogo de maior rivalidade do Distrito Federal e sempre atrai bons públicos.
A maior goleada do Gama sobre o Brasiliense Futebol Clube aconteceu em 23 de março de 2003, no Bezerrão, em mais uma decisão de campeonato brasiliense, quando o Gama venceu por 4 x 1. Nem a presença de Túlio Maravilha no time do Brasiliense Futebol Clube impediu que o Gama conquistasse mais um título de campeão brasiliense, o sexto em sete anos (1997 a 2003). Somente seis anos depois, em 7 de março de 2009, no Serejão, é que o Brasiliense Futebol Clube conseguiu aplicar uma goleada em seu adversário. Naquele dia, o placar foi de 4 x 0 a favor do Brasiliense Futebol Clube.
Os dois jogos da final do Campeonato Brasiliense de 2001 foram o ponto de partida para uma série de oito jogos sem derrota do Gama. Ela só foi quebrada em 10 de abril de 2004, quando o Brasiliense Futebol Clube venceu o Gama por 1 x 0 e conquistaria o seu primeiro título de campeão do DF (seriam seis consecutivos, de 2004 a 2009).
Exatamente nesse período de predomínio do Brasiliense Futebol Clube é que aconteceu a mais longa série de invencibilidade entre os dois clubes. O Brasiliense Futebol Clube ficou doze jogos consecutivos sem perder para o Gama, de 10 de abril de 2004 a 16 de fevereiro de 2008. Essa série só foi quebrada em 6 de abril de 2008, no Serejão, quando o Gama venceu por 2 x 0.

### Clássico do Rock
O confronto entre o Legião e o Capital é considerado como o clássico do rock, pela alusão a duas das principais bandas de rock brasilienses, o Legião Urbana e o Capital Inicial. Apesar da origem do nome do capital ser pelo fato do clube estar localizada na capital federal. É o mais novo clássico do futebol brasiliense.